# ブラフマン (漫画)
『ブラフマン』は、貴島煉瓦による日本の漫画作品。『月刊コミックラッシュ』（ジャイブ）2004年3月号（創刊号）より連載開始。
創刊号の表紙を飾るなど、初期は看板作品として取り上げられることが多かったが、連載が続くにつれ休載が目立つようになり、2007年9月号において長期休載が発表された。その後、2年半にわたる休載を経て2010年6月号より『ブラフマンOVERBOOST』に改題し、連載を再開。しかし掲載誌がWeb媒体へと以降、その後休刊したため未完のまま連載は終了している。作者のブログによると「あともう少しで完結」「今後完結まではどうするか考え中」とのこと。
ラッシュに掲載されている作品としては最初にアニメ化が発表されたものの、発表後の進展はなく本作と同じ創刊号からの連載である筧秀隆『となグラ!』が先にアニメ化された。

## ストーリー・作風
バイク好きの女子高生柊織葉は、ある日、謎めいた雰囲気を持つ兄妹、乃木坂鳴と麻生つぐみに出会う。ひょんなことから、街中で迷子になっていた妹である幼い少女、つぐみを保護した織葉。つぐみを家まで送り届けることにした織葉だったが、突如としてトカゲに似た奇怪な生物に襲われる。そんな絶体絶命ともいえる窮地に、つぐみの兄である鳴が現れる。異形の形態ブラフマン「サンサーラ」に変身した鳴は、圧倒的なパワーを持って奇怪な生物を打ち倒すと、つぐみを抱きかかえてどこかに消える。理解不能の事態を前に幻覚を疑う織葉だったが、その数日後、織葉が通う高校のクラスに、乃木坂鳴が転校生として現れた。
変身、バイク、PC、超能力など作者の趣味を前面に出した多彩なガジェットの数々が特徴的。作中で織葉が乗るバイクや、つぐみが扱うPCなどは実際に存在する物が使用されている。SF的要素の強い作品であり、作中には数々の謎や伏線が張り巡らされている。

## 登場人物

### 主人公
乃木坂 鳴（のぎさか めい）
本作の主人公。ブラフマン「サンサーラ」に変身することが出来るブラフマンシステムのキャリア。直接的な血の繋がりがないつぐみを妹として扱い、高級マンションにて二人暮らしをしている。性格は冷めているようで激情家。学校などでは当たり障りのない人間を装っているが、つぐみの身に何かあったときや双子の弟、号と対面したときなどは顔つきなどが豹変する。家庭環境や、現状に対しての不満など重度のストレスを抱え込んで生活しており、怒りで感情を高ぶらせる、いわゆるキレることも多々ある。
対人関係は、弟の号と従姉の凜を除けば良好な方で、織葉や彼女の友人、家族などに出会ったことで段々と穏やかな性格になってきている。異質な環境で育ちながらも感覚は至って普通であり、嫌っていた研究開発やブラフマンシステムの実験の被検体となったのも、いざとなったらその力で兄弟たちを守るつもりからである。
織葉のことは当初、変身能力などについて訊かれてもはぐらかしていたが、押しの強い彼女の性格に流され、さらに何度も彼女をリープスとの戦闘に巻き込んでしまったため、大まかな事情は話している。親しくなるにつれ、織葉のどこか達観した人間性を認めるようになり、つぐみを預けるなどそれなりに信頼している。
また、織葉の中学時代の後輩である佳弥に対しては、互いに異質な力を持っていることから何かしらの共感を覚えており、織葉にも話さない自身の生い立ちなど踏み込んだ部分まで吐露している。
『OVERBOOST』ではつぐみの開発したプログラムによってシステムのパワーアップを果たし、サンサーラRSとして多次元位相接続を駆使して戦っている。織葉たちとの日常を過ごす中で、特に佳弥と接する機会が多くなっており、凜の襲撃に際して共闘も行った。
柊 織葉（ひいらぎ おりは）
本作のヒロイン。自他共に認めるバイク好きで、YAMAHAを愛している。鳴とつぐみに知り合い、偶然にも鳴の変身を目撃してし、彼が織葉の通う高校のクラスに転入して来たことで親しくなる。当初、鳴には好奇心から来る興味本位で近づき、変身ヒーロー＝正義の味方と考えていたが、次第に明らかになる鳴の戦う理由や、つぐみの思い、号の存在などを知り、二人のよき理解者となる。
性格は、どちらかと言えばお節介、世話焼きな方で、幼いつぐみを何かと気にかけている。また、鳴に比べると非常に達観した物の見方をしており、鳴と号の争いを家族間の対立と言い切るなど、物事の核心を正確に把握している。あくまで一般人であるが、鳴やつぐみと深く関わっているため号や凜にマークされている。織葉自身も第三者として深く関わっている自覚があるらしく、号や凜と対面したときも臆することなく会話をした。
両親は既に亡く、祖父と弟の三人暮らし。彼女に影響を与えた年上の男性がおり、織葉のバイク好きもその人物の影響であるとされ、作品中期まで使用していた愛車は形見だった。また、一通りの家事をこなすことが出来、特に料理はプロ級の腕前。親友の茜からはイタリアンが美味しいと絶賛されていた。
後輩の佳弥とは中学時代に華道部の部活が一緒であり、それ以前の幼少期から交流がある。佳弥の持つ超能力を理解しており、理解した上で彼女を守ることを決めた。
『OVERBOOST』では直接戦闘こそ行わないものの、バイクを使って鳴やつぐみのサポートをすることが多く、つぐみのことを「あたしたちの妹」というなど、実の妹のように感じ始めている節がある。事実、学芸会や文化祭の類に参加したことがないつぐみの心情を思いやり、自分のクラスの出し物に参加できるように計らうなどしている。
麻生 つぐみ（あそう - ）
物語の鍵を握る少女。見た目は小学生程度の外見だが、天才的な頭脳を持っており、本人に曰くマサチューセッツ工科大学に在籍しているらしい。現在は休学中。音を聞いただけで織葉のバイクの不調箇所を見抜くなど、科学知識や機械技術、工学などには驚異的な能力を持っており、鳴を技術面から全面的にサポートしているものの、それ以外は普通の少女と何ら大差がない。ただし、幼稚園や小学校に通った経験は皆無であり、そのため一般的な学校行事を経験したことがなく、同年代の友人もいない。
性格は、喜怒哀楽が割とはっきりしており子供らしい。しかし子供扱いされるのを嫌っており、背伸びをして色々なことにチャレンジしようとしては失敗している。また、独占欲が強く、織葉をはじめ、鳴と女の子が親しくなるのを快く思っておらず、何かと策を講じている。
狭い世界で生きてきたためか、普通のこと、日常的な物などが珍しいらしく、また、家族という存在を実感したことがないため、織葉の祖父やYSPの店長などによく懐いている。そのため緑茶や茶菓子を好むなど、趣味が渋くなっている。娯楽に関してもまともな遊びをしたことがないらしく、折り紙やケンケンパなど古風な遊びを純粋に楽しんでいる。また、科学的に証明できないこと、俗に言うオカルトの類を嫌っており、その為、佳弥のことは当初不気味に思っていた。
人懐っこいため、鳴とは違う意味で対人関係は良好で、特に織葉とは口では何だかんだと言いながらも、時には鳴より信頼していると思わせる描写もいくつか見られる。料理上手の織葉に影響されたこともあり、彼女に料理の勉強を師事している。子供なので家事はほとんど出来ず、やっても失敗しているが、家計を支えているのはつぐみであり、ハッキング等、違法手段で金を集めては生活費として使っている。
今でこそ鳴と仲が良く、彼の存在を一番に思っているが、かつては鳴よりも彼の弟である号との仲の方が良かった。鳴もまた幼少の頃は、つぐみを疎んじる傾向にあったが、ある事件を境に親しくなった。号や凜の存在を心の底から恐れており、出会うと怯えを隠しきれなくなる。故に精神面においても、ある意味で人格者である織葉を頼ることが多い。
『OVERBOOST』では織葉たちとの交流を重ねた結果、号や凜を相手にしても怯えることなく言い返すなど、精神的な成長が見られる。織葉以外にも茜や佳弥などからも妹のように見られることがあり、誰からも愛される存在となっている。また、響ですら実現不可能としていた多次元位相接続を独自に完成させており、その天才性は既に響や号すらも上回り始めている。

### 友人・家族等
橋本 茜（はしもと あかね）
織葉の親友にしてクラスメイト。織葉とは長い付き合いらしく、彼女の過去を家族以上によく知っているようである。鳴とは、彼がクラスに転校してきたことで知り合った。織葉が鳴と共に行動することが多くなったことに興味を覚え、こっそりと（本人としては）尾行した結果、リープスの襲撃の被害に遭う。鳴が「サンサーラ」となって撃退したので無事だったが、これにより彼の秘密を知ってしまう。だが、ほとんど驚くそぶりを見せず、動揺もしていなかったので逆に鳴が驚いてしまった。
立ち位置としては鳴の秘密こそ知っているものの、あくまで一般人であり、物の考え方も平凡。その為、何気ない一言が鳴の感情を逆撫でしてしまったことがあり、彼に胸ぐらを掴まれるという事態に陥ったが、つぐみに許して欲しいと頼まれ、本人もまたさほど気にしていない。号とも会ったことがあるが、その時は鳴と号の間にある対立を知らなかったため、あくまで鳴との弟として接し、号を困惑させた。また、その出来事が後に鳴を激発させてしまう。
織葉ほど物語に深く関わってはいないものの、佳弥の登場までは織葉の次に鳴やつぐみの事情を知っている。また、織葉に対しては単なる親友以上の絆があるようで、日常という一つのテーマの代表的な存在でもある。
『OVERBOOST』ではつぐみと行動中に号の襲撃受け、その際佳弥に念のようなもので助けを求めていた。また、織葉同様つぐみのことを妹のように思っており、彼女を守るために号の前に立ちはだかるなど相当な勇気を持っている。その号に対しても、彼が自分のことをみんなが嫌っていると悲観に暮れていた際、「あたしはそんなコトないよ」と襲撃を受けたにもかかわらず彼に笑顔を見せるなど、優しく温かみのある性格をしている。
柊 和刃（ひいらぎ かずは）
織葉の弟。中学では佳弥と同じクラス。鳴の能力や、織葉が関わっている事件などは知らないものの、織葉の家族、または姉弟としてつぐみなどには接している。織葉に「女の子に間違えられるかも」と指摘されるほどの女顔。
性格は、最低限の社交性は持っているものの基本的には無愛想。女顔であることにコンプレックスを持っており、こうした性格に拍車を掛けている。しかし、その割りに対人関係は悪くなく、特にクラスメイトの女子から好意を持たれるなど人気がある。姉の織葉に比べると友人も多いようで、異性の友人と映画を見に行く約束などもする辺り、愛想は悪いが人付き合いは得意。
クラスメイトの女子から好意を持たれる一方で、和刃本人は同じくクラスメイトである佳弥のことが好き。その為、佳弥が鳴と親密そうに話している姿などを目撃したときは、動揺して不機嫌になった。故に鳴に関しては目の仇にすると言うほどではないが、あまりいい感情を持っていない。
『OVERBOOST』では自分に好意を寄せてくる翠に複雑な感情を抱きながらも、繋がりが強くなりつつある佳弥と鳴の関係を気にしている。佳弥の能力のことは登場人物の誰よりも早く知っており、多くの人がそうであるように最初は気味悪がっていた。しかし、彼女が彼等を撃退する姿に見惚れるなど幼少時から意識はし始めていた模様。本人曰く、祖父から姉と共に強制的に剣道を叩き込まれていた時期がある。中学でも剣道部に所属しており、いつも優勝しているらしい。
久那巳 佳弥（くなみ かや）
物語の中期から登場した織葉の中学時代の後輩。左右の瞳の色が違うヘテロクロミアが特徴的で、右目が青、左目が金である。常に不思議な雰囲気を醸し出しており、科学では証明できない超人的な力、超能力を扱える。その力は鳴では歯が立たなかった「彼等」と呼ばれる存在を消滅されるだけではなく、「サンサーラ」へと変身した鳴の必殺の一撃を止めるなどといった、かなり強力なもの。実家は神社で、彼女の一族は皆同じような能力を持っているらしい。
性格は、物腰穏やかで礼儀正しいといった感じだが、どこかつかみ所がない。いつも笑顔を絶やさず人と接しているが、これは鳴と同じく自分を偽っている可能性が高い。自身の能力に対しても否定的とは言わないまでも良い感情は持っていないようで、種類は違えど似た境遇である鳴が共感を覚えている。特に鳴が自分の心情や過去を初めて明かした相手でもある。
織葉とは中学時代からの付き合いで、彼女に能力のことを「正義の味方みたい」と肯定されたことで慕うようになった。また、織葉の弟にしてクラスメイトの和刃に好意を持たれているものの本人がそれに気付いている様子はない。気付いた上で触れていないだけという可能性もあったが、後に同じくクラスメイトである翠によって指摘されることとなる。
また、その特殊な能力故に号からは苦手とされるが、ある男には興味を持たれる。
『OVERBOOST』では、それまでの一歩引いた位置から前へと踏み込みはじめ、つぐみの奪還を狙う凜と対峙した。その際、彼等には有効な能力も、リープスなど物理的な敵に対しては耐性がないという弱点を指摘されるが、駆けつけた鳴と共闘することで撃退に成功している。戦闘にも参加する関係で鳴と関わりを持つことが多くなってきており、つぐみからも信頼され始めている。
飛鳥 翠（あすか みどり）
物語後期に登場したキャラクター。和刃のクラスメイトで、彼に思いを寄せている。『OVAER BOOST』2話において和刃から苗字を呼ばれ、3話の登場人物紹介で姓名両方が判明した。
和刃が佳弥のことを好きだということは知っているが、それを承知でアタックをし続けている。友達連れではあるが和刃と一緒に下校の途についたり、一度は一緒に映画を見に行く約束もしていることから、それなりに仲は良いが、和刃は織葉に単なるクラスメイトの女子と説明している。学園祭で行われるクラス出し物の演劇で、和刃に主人公をやらせ、自身がヒロインの座を得ることを考えており、各種根回しをしていた。
『OVERBOOST』では、そうした経緯から和刃に佳弥のことを嫌っていると思われており、翠本人も一応肯定している。和刃のことを追いかける中で鳴と佳弥の秘密を知ってしまうが、どういう勢いからか和刃に告白を敢行した。

### 敵対勢力
乃木坂 号（のぎさか ごう）
鳴の双子の弟。ブラフマン「ニルヴァーナ」に変身することが出来るブラフマンシステムのキャリア。鳴同様、血の繋がりのないつぐみを妹として可愛がっていたが、ある日を境に性格が豹変、鳴がつぐみを連れて逃げ出すきっかけとなった事件を起こす。以後は鳴とつぐみを巡って対立し、つぐみを奪取するためにリープスを送り込んでいた。
性格は、冷酷で過激な一面を持っているかと思えば、鳴と一緒にいる生活しているつぐみのことを本気で心配するなど、裏表が激しい。凜と一緒にいることが多く、彼女の前では純粋な自分を見せている。つぐみと同じく科学で証明できない不思議な力を持つ佳弥を苦手とし、嫌っている。また、彼女に見抜かれたように号本人とは別の意識が存在しており、やがては号を取り込むと言っているが、号はそのことに気付いていない。
父を尊敬し、研究にも積極的に協力している。鳴とは互いに理解し合えず、どこか見下している。
『OVERBOOST』では、鳴とつぐみを連れ戻すことに奔走するも、パワーアップしたサンサーラに打ち負かされたり、自分以上の技術力を見せ始めたつぐみに苛立ちを憶えるなど動揺を隠せないでいる。鳴とつぐみが仲良くしていることを快く思っていないようで、精神的な孤独を感じ始めていたところで茜の優しさに触れた。
成瀬 凜（なるせ りん）
鳴と号の従姉。家庭の事情で乃木坂家の養女となるが、姓は変えていない。号と共に居ることが多いものの、鳴とつぐみに対して完全な敵となったわけではなく、つぐみの前に現れて号に捕まってはならないと注意し、また、「一般人と関わっている場合じゃない」と諭すが、その場に居合わせた織葉に反論され退散している。
性格は、沈着冷静で表情の変化があまり見られない。常に淡々とした口調であり、冷たいイメージを持たせ気味だが、幼少時は今少し感情表現が豊かだった。動揺などは滅多にしないが、号の何気ない質問に焦ることもある。
号の身に何が起こっているのか、その真実を知っている模様。しかし、鳴やつぐみの味方になるつもりはないらしい。
『OVERBOOST』では、佳弥のことを苦手とする号に変わってつぐみの回収に現れ、彼等を憑依させたリープスを操り襲撃を仕掛ける。佳弥に家族のことを否定され激昂するなど、感情的な一面も見せたが、相手の弱点を見抜くなど戦闘を優位に運んでいた。鳴の参戦でリープスを撃破された際、「DRIVE」と呟いた。
乃木坂 響（のぎさか きょう）
鳴と号の父親。ブラフマンシステムの開発者だが、暴走した号によって殺害された。
性格は、常人から大きく外れており、ほぼ研究と実験にしか興味がない。息子たちに対して名前を呼ぶことが無く、息子1、息子2などと番号を付けて呼んでいる。しかし、その一方で姪の凜を可愛がっており彼女が養女となったときは「お父さん」と呼ばせようとしていた。実は息子より娘が欲しかったらしい。

## 用語・ガジェット等

### ブラフマンシステム
鳴と号の父、響が長年の研究の末開発させたシステム。つぐみ曰く、生体コンピュータの一種であるとされ、サンサーラやニルヴァーナはそれぞれの身体に格納されたコアクリスタルを媒体に、貯蔵した量子を再構成して変身や、各種機能等を起動させている。元々は響が開発していた物質変換システムの応用であり、主に人体の能力向上による局地的空間での活動を可能にすることを目的としたシステムらしい。なお、ブラフマンとは、ヒンドゥー教とインド哲学における宇宙の根本原理とされ、サンスクリットでは力を意味する単語である。

#### ブラフマン「サンサーラ」
鳴が変身した姿。黒色の身体を鎧のように真っ赤な外殻が包み、機械的というよりも生態的な印象を持っている。運動能力、格闘能力、破壊力は並の人間を遙かに超えており、リープスもほとんど一撃で粉砕する圧倒的なパワーを有している。
Gusset Blade（ガゼットブレード）と呼ばれる右腕に装着する緑色の光を放つ、赤い刀身の剣を持っているが、リープスには使用したことがないため威力のほどは不明。両腕に装着して二刀流とすることも可能。なお、鳴はブラフマンシステムを体内に埋め込まれたことにより、身体の半分が機械、もう半分が人間という状態になっているらしいが、詳細は不明。鳴の場合、一度変身するとその際に服が破れてしまい、変身後は裸になってしまうらしい。
サンサーラという単語はサンスクリットで世界を意味するものであり、インドにおいては輪廻の呼び名である。
サンサーラRS
サンサーラがつぐみの開発したプログラムによってパワーアップした姿。装甲の形を始め形体に変化がみられ、腰部のコアクリスタルに似た意思が両肩や両腕などに組み込まれている。つぐみが作った多次元位相接続システムにより距離も空間も超越できるようになっており、つぐみ曰く何者にも絶対負けないらしい。事実、通常時のサンサーラを捕縛したカメレオン型リープスの720キロ近いパワーを力ずくでねじ伏せており、その力は以前までのそれをはるかに超えている。
多次元位相接続システムには各種応用が可能であり、つぐみが知っている座標にあるものならば物でもエネルギーでも自在に両腕から取り寄せられるようになっている。作中では米軍基地から重火器を拝借したこともあれば、スーパーの食品類を取り出したこともある。また、テレパシーのようなものでつぐみとの交信も可能になった。
必殺技は腰部コアクリスタルから発射される量子位相反転ビーム砲エクスプロイダーで、死骸に近かったとはいえリープスを一瞬で消滅させたり、スペック上ではサンサーラよりも強いとされるニルヴァーナの装甲に損傷を負わせるなどかなりの高威力である。

#### ブラフマン「ニルヴァーナ」
号が変身した姿。外見的にはほとんどサンサーラと大差ないものの、号曰く性能はこちらの方が格段に上とのこと。しかし、直接対決を行ったことはほぼないので、実際のところどちらが強いのかは判らなかったが、サンサーラRSへとパワーアップした鳴の攻撃を前に退いている。
サンサーラとの最大の違いは瞳の有無であり、サンサーラには細い切れ長の瞳があるのに対し、ニルヴァーナのそれは小さな点のようなもの。また、身体の半分は人間である鳴と違い、号の場合は完全なる機械である。
ニルヴァーナという単語はサンスクリットで涅槃を意味するものであり、名前からしてもサンサーラとは対極の存在である。

### リープス
号が生み出し、つぐみ奪還のために送り込んでいる奇怪な生物。鳴に言わせると実験動物のようなものらしい。
個体によって特徴は様々で、爬虫類を思わせるものもいれば、昆虫のようなものもいる。号の指示によって動く。
強弱についても個体差があり、号は比較的レベルの高い物を作り上げており、本人曰くサンサーラにも十分通用するはずだが、勝った例はない。一度ならず、強力な個体を生み出して対サンサーラ用に準備をしていたが、それは意外な変貌を遂げることとなる。

### 彼等
正式な名称ではなく、佳弥の家「久那巳」とその親族縁者によって呼ばれる呼称。佳弥の話によると、この世に文明社会が誕生する以前からいた存在だが、正体は不明らしい。長い年月の末に、目的こそ不明なものの彼等の行動とそれによる弊害、対処法が確立された。意思疎通が出来ないため、佳弥を初めとした能力を持つ者は出てきたら追い払うといったことを繰り返しているらしい。鳴と号の戦いに対する第三勢力的な位置づけでもあるが、組織が存在しないのでこの一覧にまとめる。
鳴が彼等と遭遇した際、号の放ったリープスだと思いこみ、サンサーラとなって戦いを挑んだが、全くもって歯が立たなかった。戦闘自体は圧倒していたが、Gusset Blade等の攻撃が一切通じず、割って入った佳弥によって戦闘は中断された。
また、号の作ったリープスの一体に憑依あるいは寄生する形で融合を果たし、その存在を乗っ取ったことがある。

## 単行本
ブラフマン
1. 2004年 9月7日発行 ISBN 4902314835
2. 2005年 4月7日発行 ISBN 4861761263
3. 2005年11月7日発行 ISBN 4861762480
4. 2006年 6月7日発行 ISBN 4861763096
5. 2006年12月7日発行 ISBN 4861763630

ブラフマンOVERBOOST
1. 2010年9月13日発行 ISBN 4861767849
2. 2011年2月13日発行 ISBN 4861768195